# Steigerwaldstadion
Das Steigerwaldstadion (voller Name: Steigerwaldstadion präsentiert von der Mediengruppe Thüringen) ist ein Fußballstadion mit Leichtathletikanlage in der Löbervorstadt im Süden von Erfurt, Landeshauptstadt von Thüringen, in Nachbarschaft zum Südpark. Es fasste vor den Umbaumaßnahmen ab 2015 insgesamt 17.500 Zuschauer (6.000 Sitzplätze, davon 4.000 überdacht). Heute bietet es 18.599 Plätze und ist, nach der Skatbank-Arena in Altenburg, das zweitgrößte Stadion in Thüringen. Das Steigerwaldstadion ist die Heimspielstätte des FC Rot-Weiß Erfurt. Seinen Namen hat die Anlage vom nahe gelegenen Steigerwald erhalten. Die Anlage ist für fast 42,8 Mio. Euro umfassend saniert und zu einer multifunktionalen Veranstaltungsstätte umgebaut worden. Betrieben wird das Stadion von der Arena Erfurt GmbH, einem Gemeinschaftsunternehmen der SWE Stadtwerke Erfurt GmbH und der Messe Erfurt GmbH.

## Geschichte

### Planung und Bau
Die Planung eines Stadions in der Erfurter Löbervorstadt geht bereits auf die Mitte der 1920er Jahre zurück. 1927 legten der damalige Stadtbaurat Ludwig Boegl und der Leiter des Hochbauamts, der Architekt Johannes Klass hierzu konkrete Pläne vor. Anschließend wurde die Anlage von der Firma Kernchen & Co mit Hilfe von Erwerbslosenfürsorgeprogrammen errichtet und zog sich aufgrund finanzieller Probleme bis 1931 hin. Die Kosten betrugen ca. 500.000 Reichsmark.

### 1931–1948: Mitteldeutsche Kampfbahn
Charakteristischer Teil des Stadions wurde das an der Ostseite, zum Südpark hin, erbaute monumentale Eingangsgebäude. Es bestand aus einem Mittelbau mit drei rundbogigen Toren und zwei symmetrisch dazu angelegten Seitenflügeln zur Unterbringung der Kassen. Der Bau diente dem Einzug der Sportler bei Marathonläufen und wurde daher „Marathontor“ genannt. Über den Toren befand sich eine Dachterrasse. Die Anlage war in Naturstein erbaut, die Vordächer vor den Kassenschaltern waren als Kragplatten aus Stahlbeton errichtet.
Die gesamte Sportanlage wurde am 17. Mai 1931 unter der Bezeichnung Mitteldeutsche Kampfbahn durch Oberbürgermeister Bruno Mann eröffnet. Das Stadion war zunächst noch nicht als Heimstätte für einen Fußballverein vorgesehen, sondern diente als typisches Mehrzweckstadion vor allem Turnfesten, Reiterspielen und Leichtathletikveranstaltungen. Hierzu hatte es eine 500 Meter lange Laufbahn sowie eine 8 Meter breite Rasenbahn für den Reitsport. Fußballspiele wurden zunächst nur vereinzelt durchgeführt.
Am 26. Juli 1932 nutzten Adolf Hitler und die NSDAP das Stadion für eine Großkundgebung, an der über 75.000 Zuschauer teilgenommen haben sollen. Nach der Machtergreifung 1933 folgten dort weitere Aufmärsche und Fackelzüge. Hierzu wurde das Stadion um eine Holztribüne für weitere 1.270 Zuschauer vergrößert und fasste damit insgesamt 35.000 Zuschauer. Am 25. August 1935 bestritten Deutschland und Rumänien das erste Länderspiel (4:2) im Erfurter Stadion.

### 1948–1991: Georgij-Dimitroff-Stadion
Nach dem Ende des Zweiten Weltkriegs wurde der Spielbetrieb zunächst eingestellt. Unter der sowjetischen Besatzungsmacht wurde die Spielstätte unter anderem für den Kartoffelanbau genutzt. Am 6. November 1948 wurde das Stadion nach Aufbringung einer neuen Rasenfläche wieder eröffnet, nun unter dem Namen Georgij-Dimitroff-Stadion. In den 1950er Jahren wurde der bisher gültige Zuschauerrekord aufgestellt. Das DDR-Oberligaspiel Turbine Erfurt gegen Chemie Leipzig (1:2) wurde von 47.390 Zuschauern besucht.
Neben den Fußballspielen von Turbine / FC Rot-Weiß Erfurt wurde das Stadion in der DDR-Zeit auch mehrfach für die Etappenankünfte eines Radsport-Etappenrennens, der „Internationalen Friedensfahrt“, und zur Durchführung von Leichtathletikveranstaltungen genutzt. 1965 wurde die Leichtathletik-Laufbahn auf 400 Meter verkürzt und 1969 mit Tartan überzogen. Das Stadion erhielt eine elektronische Anzeigetafel und eine Flutlichtanlage mit 1000 Lux Beleuchtungsstärke. Diese wurde am 6. Oktober 1970 mit dem Freundschaftsspiel FC Rot-Weiß gegen Vasas Budapest (2:2) mit 14.000 Zuschauern eingeweiht.
Die Fußballnationalmannschaft der DDR trug folgende fünf Länderspiele im Dimitroff-Stadion aus:
|                               |   |                  |     |
| 21.06.1961 (25.000 Zuschauer) |   |                  |     |
| DDR                           | – | Marokko          | 1:2 |
| 11.09.1966 (30.000 Zuschauer) |   |                  |     |
| DDR                           | – | Polen            | 2:0 |
| 30.08.1978 (9.000 Zuschauer)  |   |                  |     |
| DDR                           | – | Bulgarien        | 2:2 |
| 28.03.1984 (7.000 Zuschauer)  |   |                  |     |
| DDR                           | – | Tschechoslowakei | 2:1 |
| 23.08.1989 (5.000 Zuschauer)  |   |                  |     |
| DDR                           | – | Bulgarien        | 1:1 |

### Seit 1991: Steigerwaldstadion
1991 erhielt die Sportstätte nach einer Befragung der Erfurter Bevölkerung ihren heutigen Namen Steigerwaldstadion. 1992 wurde die alte Holztribüne abgerissen und es entstand bis 1994 eine neue Tribüne, die Platz für 4000 Zuschauer bietet. Ebenfalls 1994 fanden erstmals die Deutschen Leichtathletik-Meisterschaften im Steigerwaldstadion statt. Am 13. Juni 1996 fand das erste Open-Air-Konzert – die US-Rocker Bon Jovi starteten hier ihre damalige Deutschlandtour – der Stadiongeschichte statt. Bei dieser Art der Nutzung stellt eine Anzahl von rund 45.000 Zuschauern die obere Begrenzung dar, wie am 1. Juni 2003 bei einem Konzert von Herbert Grönemeyer deutlich wurde.
Im Jahr 1999 wurde die Flutlichtanlage komplett erneuert. Kurz vor der Einweihung des neuen Flutlichtes beim Spiel gegen FC Erzgebirge Aue am 4. Dezember 1999 knickte jedoch einer der vier Masten aufgrund eines Materialfehlers ab. Nach jahrelangen Streitigkeiten um die Schuldfrage und einem erneuten Wiederaufbau der Flutlichtmasten, konnte das neue Flutlicht am 7. März 2003 zum Spiel gegen den 1. FC Saarbrücken endlich eingeweiht werden. Die Schuldfrage ist bis heute noch nicht rechtskräftig geklärt worden.
Im Rahmen der Frauenfußball-Europameisterschaft 2001, die in Deutschland ausgetragen wurde, fanden im Steigerwaldstadion folgende drei Vorrundenspiele statt:
|                                            |   |          |           |
| 23. Juni 2001 in Erfurt (10.252 Zuschauer) |   |          |           |
| Deutschland                                | – | Schweden | 3:1 (1:1) |
| 27. Juni 2001 in Erfurt (6.249 Zuschauer)  |   |          |           |
| Deutschland                                | – | Russland | 5:0 (1:0) |
| 30. Juni 2001 in Erfurt (820 Zuschauer)    |   |          |           |
| Schweden                                   | – | Russland | 1:0 (0:0) |

Seit der Wiedervereinigung Deutschlands wurden dreimal die Deutschen Leichtathletik-Meisterschaften im Steigerwaldstadion ausgetragen. Im Juli 2005 fanden hier die U23-Europameisterschaften statt. Am 13. Dezember 2010 wurde im Stadion eine neue Rasenheizung in Betrieb genommen.
Die Rechte am Stadionnamen sollten nach dem Umbau an einen Sponsor verkauft werden. Dafür waren Einnahmen von 400.000 Euro eingeplant. Bis Juni 2016 wurde noch kein Vertragspartner gefunden. Am 25. August 2016 wurde bekannt, dass die Mediengruppe Thüringen Namenssponsor wurde und das Steigerwaldstadion, zur Freude der Fans, seinen Namen behalten wird. Offiziell kommt der Zusatz „präsentiert von der Mediengruppe Thüringen“ hinzu. Ende Juli 2018 wurde der Vertrag über den Namen verlängert.
Das erste Konzert gab Herbert Grönemeyer am 11. Juni 2016 vor 21.000 Besuchern. Es diente als Bewährungsprobe für kommende Veranstaltungen im Stadion. Am 22. Januar 2017 war ein offizielles Eröffnungsspiel für das umgebaute Steigerwaldstadion geplant. Zu Gast sollte der Bundesligist Borussia Dortmund sein. Vertraglich wurde vereinbart, dass der BVB mit seiner besten Mannschaft antreten wird. Das Spiel wurde jedoch nicht angepfiffen, das Flugzeug des BVB konnte wegen Nebels nicht landen. Das Spiel wurde am 5. August 2017 nachgeholt. Eigentlich sollte die Spielstätte schon im August 2016 eröffnet werden.

## Umbau 2015–2017
Von 2015 bis Januar 2017 wurde das Stadion zu einer Multifunktionsarena umgebaut. Die Zuschauerkapazität wurde um etwa eintausend Plätze auf jetzt 18.559 (davon 9.465 Sitzplätze) erhöht. Es wurden drei überdachte Tribünen sowie ein Funktionsgebäude neu gebaut. Darin befinden sich Mannschaftskabinen und Kongreßräume. Die 1994 auf der Westseite errichtete alte Tribüne blieb vorerst erhalten. Aus Kostengründen wurde sie jedoch bisher nicht saniert, sondern entkernt und nur noch sporadisch genutzt. Der Umbau des Steigerwaldstadions zur Multifunktionsarena hatte sich mehrfach verzögert. Schließlich wurde die Arena am 22. Januar 2017 offiziell eröffnet. Das geplante Eröffnungsspiel zwischen Rot-Weiß Erfurt und Borussia Dortmund musste mehrfach verschoben werden. Zum ersten Termin am 11. November 2016 war das Stadion aufgrund der Verzögerungen noch nicht komplett nutzbar. Da die BVB-Mannschaft zum neuen Termin am 18. Januar 2017 wegen Nebels nicht auf dem Erfurter Flughafen landen konnte, musste der Spieltermin erneut verlegt werden. Am 6. August 2017 fand es dann letztlich statt.
Für die Nutzung der neuen Arena soll der FC Rot-Weiß Erfurt auch höhere Mietzahlungen an die Arena GmbH leisten. Um den Mietvertrag wurde monatelang gestritten, da die Einnahmen aus den Heimspielen des Drittligisten die Mietkosten nicht decken konnten, vor allem, da die Kosten beispielsweise für die Sicherheitsaufwendungen deutlich gestiegen sind. Letztlich wurde im April 2017 eine Vereinbarung geschlossen, die eine gestaffelte Mietzahlung entsprechend der Zuschauerzahlen vorsieht.
2011 wurde ein Umbau des Stadions zu einer multifunktionalen Sport- und Veranstaltungsarena für bis zu 120 Veranstaltungstage pro Jahr beschlossen, welcher ursprünglich bis Ende 2013 abgeschlossen sein und rund 27 Mio. Euro kosten sollte. Unklarheiten über die Rechtskonformität der Fördermittelzulage des Landes Thüringen in Höhe 29,5 Mio. Euro mit EU-Recht konnten erst im März 2013 geklärt werden. Demnach war der Baubeginn für Frühjahr 2014 und die Fertigstellung Mitte 2015 geplant. Die Gesamtkapazität soll nach Fertigstellung 21.700 betragen und die Kosten sollen sich auf 35,2 Mio. Euro belaufen. Die Ausschreibung für den Bau musste ein zweites Mal durchgeführt werden, nachdem es offenbar in der ursprünglichen Ausschreibung im Juni 2013 Fehler gegeben hatte. Damit verzögerte sich der Baubeginn weiter. Am 8. August 2013 gab Erfurts Oberbürgermeister Andreas Bausewein bekannt, dass der Umbau nun im Spätsommer oder Herbst 2014 starten und 2016 abgeschlossen sein sollte. Anfang Oktober 2014 wurde offiziell vom alten Steigerwaldstadion Abschied genommen: Dazu gab es eine Neuauflage des UEFA-Pokal-Spiels von 1991 gegen den FC Groningen, das 1:1 endete, und im Anschluss daran das Lied „Time to say goodbye“ in Begleitung von Pyrotechnik und Feuerwerk.
Der Entwurf des Architekturbüros HPP Architekten wurde im November 2014 ausgewählt und sah vor, dass die Haupttribüne und die Flutlichtanlage bestehen bleiben. Hinter der neuen Osttribüne wurde ein Veranstaltungsgebäude, mit Platz für bis zu 2.000 Gästen, gebaut. Für die Beheizung und Kühlung des Stadions wird die Abwärme der benachbarten Gunda-Niemann-Stirnemann-Halle mit genutzt. Fur den Umbau waren Kosten von fast 40 Mio. Euro vorgesehen. 33 Mio. Euro sollten als Fördermittel vom Land Thüringen kommen, und rund sechs Mio. Euro wollte die Stadt Erfurt beisteuern. Nach den Baumaßnahmen bietet das Stadion 18.599 Plätze. Architektonische Besonderheit des umgebauten Steigerwaldstadions ist die achteckige Grundform, wie man sie vom Nürnberger Max-Morlock-Stadion kennt. Farblich ist die Sportstätte in den Farben Rot und Weiß gehalten. Dies sind die Farben des FC Rot-Weiß Erfurt, des Bundeslandes Thüringen und des Deutschen Leichtathletik-Verbandes (DLV).

### Kritik
Im November 2014 gab Bausewein zudem bekannt, dass die letzten historischen Reste der alten Mitteldeutschen Kampfbahn, das „Marathontor“, bereits im Frühjahr 2015 abgerissen werden sollen. Das Thüringische Landesamt für Denkmalpflege und Archäologie hatte es versäumt, die Anlage als Kulturdenkmal einzutragen. Der geplante Abriss führte zu Protesten aus der Bevölkerung. So äußerte sich der Erfurter Sporthistoriker Karl Gaida hierzu: „Wenn das Tor abgerissen wird, verliert das Stadion sein prägendes Symbol“. Im Januar 2015 wurde mit dem Abriss der in Typenbauweise errichteten Schalenhalle (1970/71), des „Laufschlauchs“ und des Kassenhäuschens am Marathontor begonnen.

## Galerie

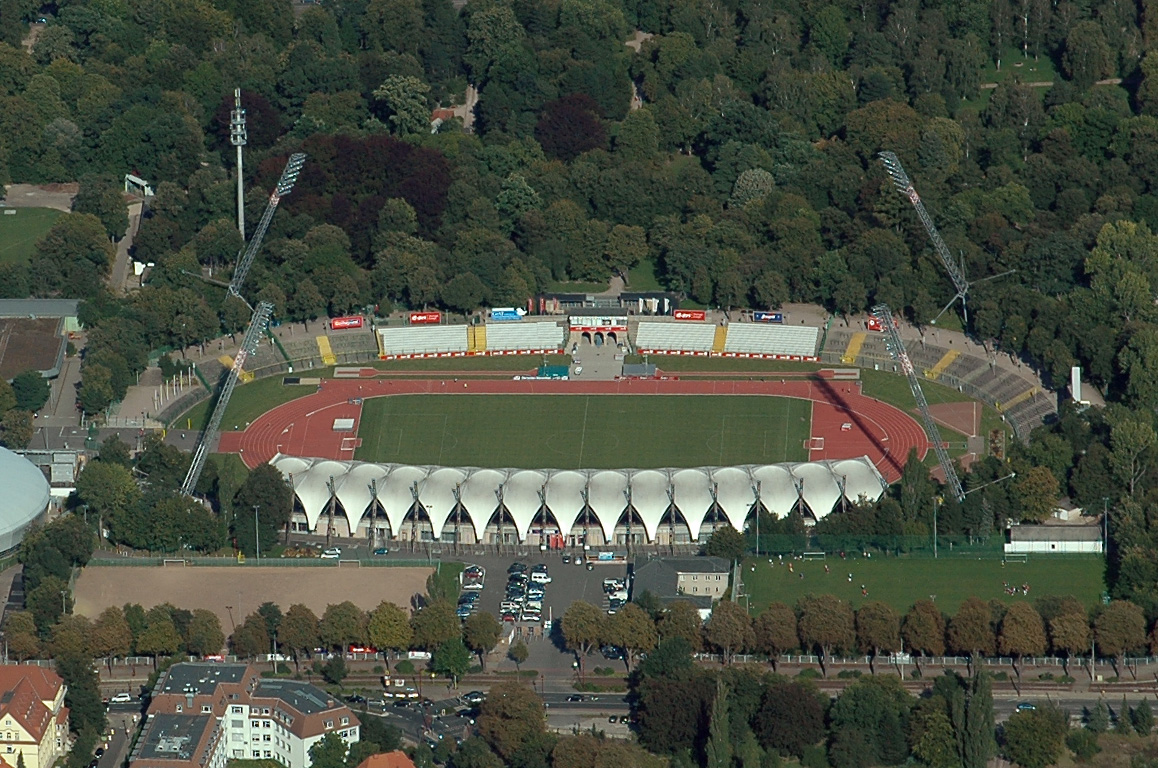
Steigerwaldstadion im Jahr 2007
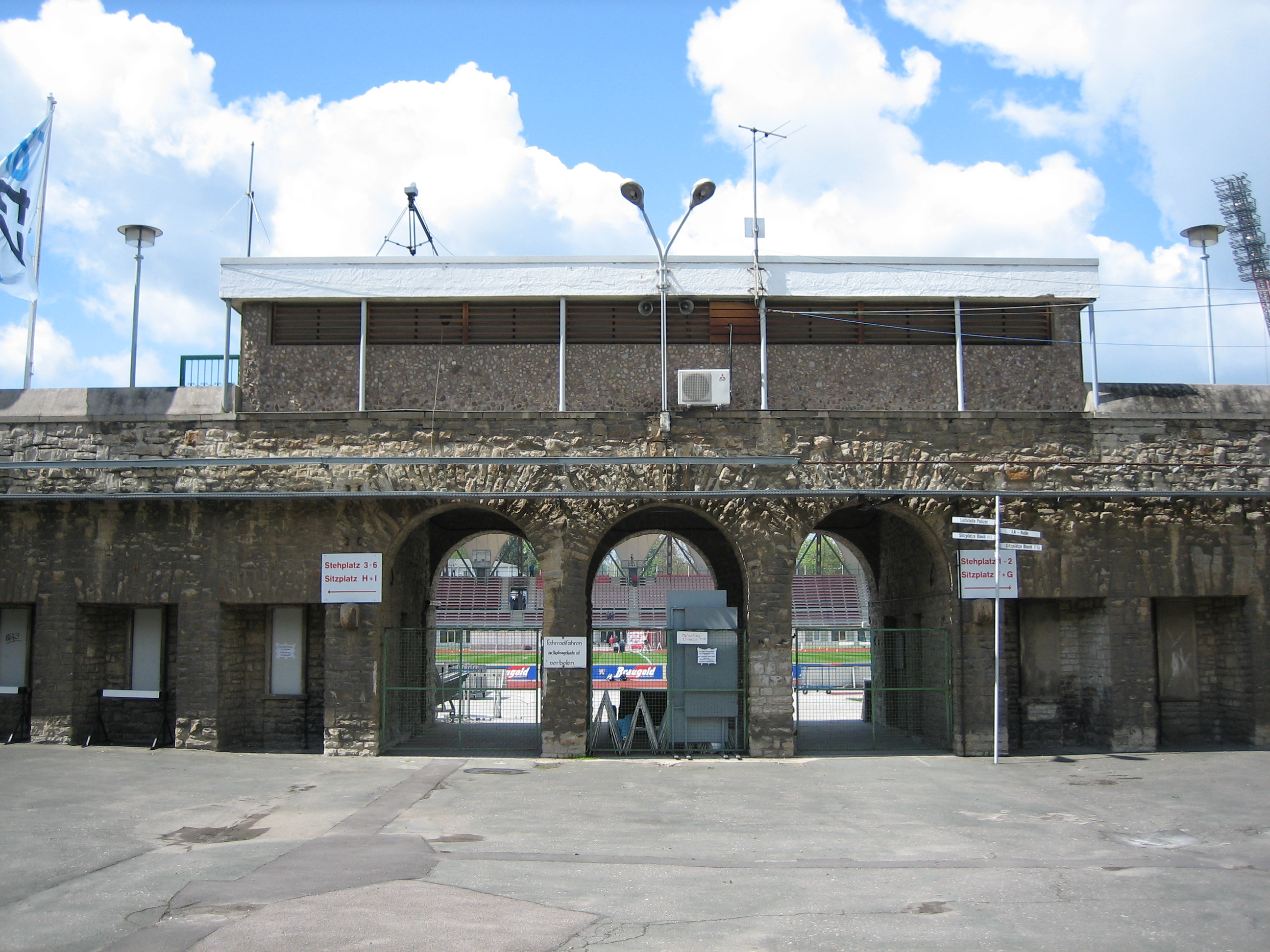
Marathon-Tor (Mittelteil) des Stadions von 1931 (Zustand 2006), wurde Ende Januar 2015 abgerissen
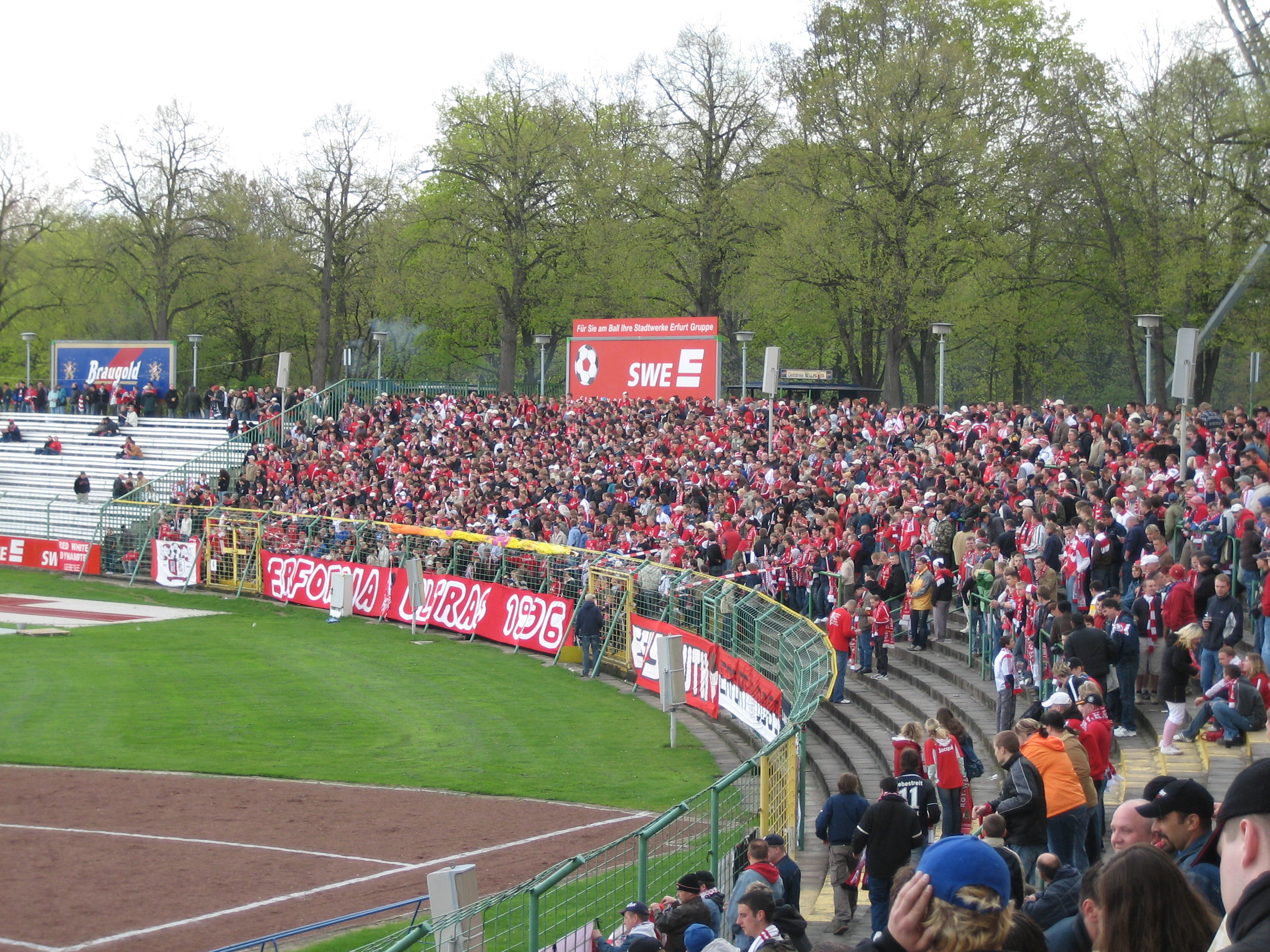
Block 3 (Zielkurve)
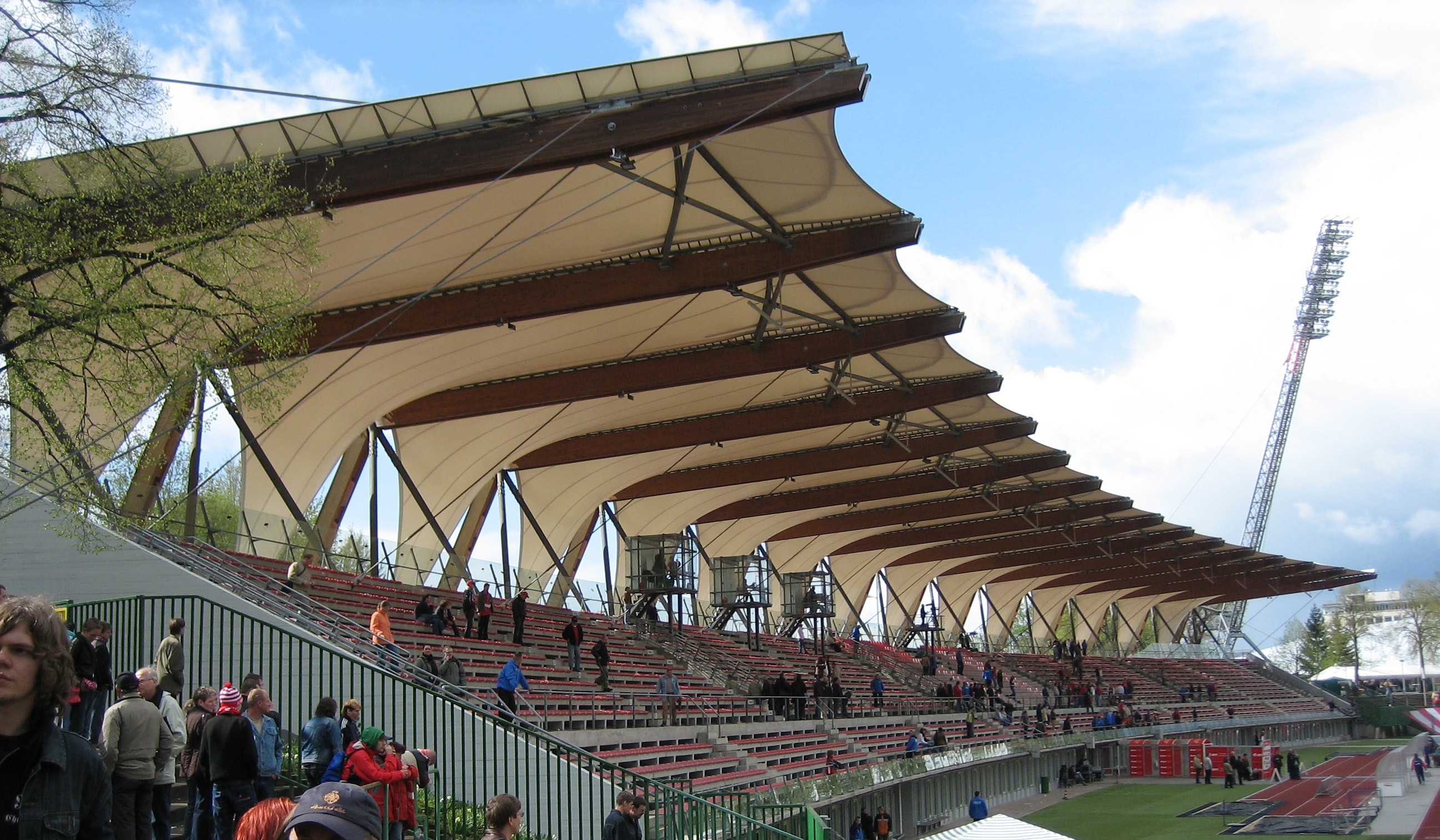
Haupttribüne
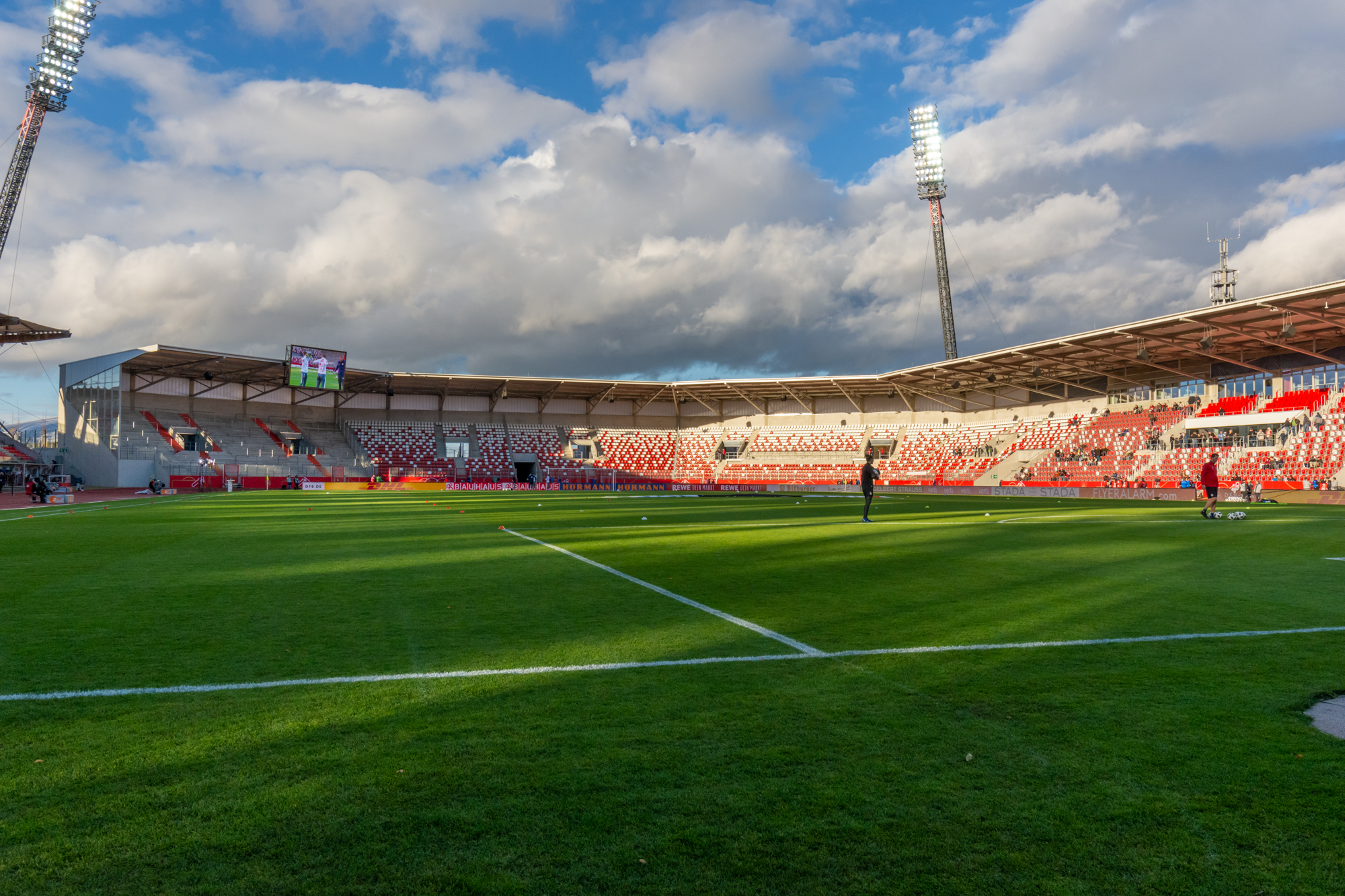
Steigerwaldstadion nach dem Umbau (2018)
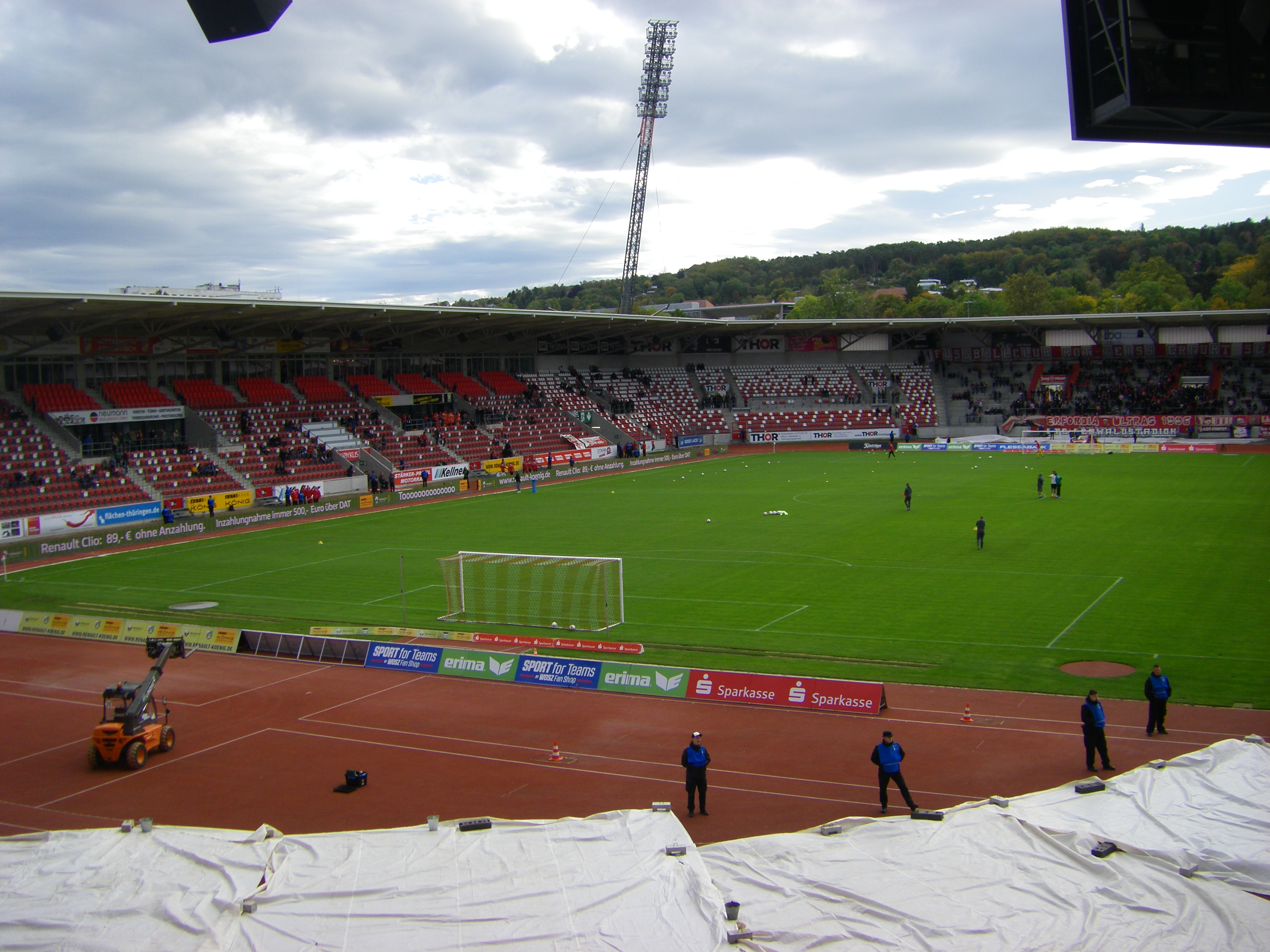
Steigerwaldstadion nach dem Umbau (2019)